# Doc Ross
Edward V. „Doc“ Ross (* um 1900 in Sullivan (Wisconsin); † nach 1932) war ein US-amerikanischer Jazzmusiker (Schlagzeug) und Leiter der Territory Band Doc Ross and His Jazz Bandits im Mittleren Westen der USA.

## Leben und Wirken
Doc Ross  leitete er ab den frühen 1920er-Jahren eine aus weißen Musikern bestehende Territory Band, die zunächst in Wichita Falls, später in Oklahoma City im Skirvin Hotel, Olmo’s Club und im Meadowware Country Club in Fort Worth spielte und von dort aus in Texas, Kansas und Oklahoma auf Tourneen ging.  Die Ross-Band war ein Tanzorchester, die ein „Hybrid of Dixieland, Jazz und Western Music“ spielten.
Zu den zeitweiligen Mitgliedern der Band gehörten der Tubist und Bassist J. Weldon „Pappy“ (bzw. „Paps“) Maples sowie die Holzbläser Mike Simpson und Bob McCracken; ungefähr zeitgleich, von 1925 bis 1927 spielte Jack Teagarden bei Doc Ross Jazz Bandits, 1926 Wingy Manone und 1932 der junge Harry James. Wenig später löste sich die Band in San Angelo auf.
In den späten 1920er-Jahren wirkte Doc Ross bei Plattensessions von Willard Robison (der ebenso wie Ross aus Sullivan stammte) für Apex und Perfect Records mit. Im Bereich des Jazz war er zwischen 1926 und 1928 an 17 Aufnahmesessions beteiligt. Aufnahmen der Band entstanden unter der Bandbezeichnung Doc Ross and His Recording Orchestra Featuring Jack Teagarden and His Euphonium.
Die Band von Doc Ross gehörte mit Coon-Sanders Original Nighthawks Orchestra, den Bands von Alphonso Trent, Troy Floyd, Jesse Stone und Benny Moten zu den bekannten Tanzorchestern der Roaring Twenties im Mittleren Westen.
Der Bandleader ist nicht zu verwechseln mit dem Jazz-Saxophonisten und -Klarinettisten Theodore (Ted) „Doc“ Ross, der in den 1920/30er-Jahren im Mittleren Westen aktiv war und u. a. mit Lester Young bei den Blue Devils von Walter Page spielte.